# EROGRO
「EROGRO」(エログロ)は、日本のヴィジュアル系バンドであるR指定の楽曲。通算26枚目のシングルとして2018年12月26日に発売。

## 概要
- 2018年の第2弾シングル。前作「規制虫/-ZANGE-」から9ヶ月振りのリリースとなった。なお、5thオリジナルアルバム『死海文書』発売後、初のシングルでもある。

## リリースまで
- 2018年11月19日:発売日・収録曲発表
- 2018年11月23日:ジャケット写真発表

## 収録曲
1. EROGRO
2. アイアンメイデン